# Klobusiczky János
Klobusiczky János (Zsitvaújfalu, 1838. december 18. – 1911. november 20.) országgyűlési képviselő, főrendiházi tag.

## Életpályája
Katonai pályára lépett és 1858-ban hadnagyi rangot nyert a 7. számú császári és királyi vértes-ezredben, de 1862-ben kilépett a katonai szolgálatból. Ezután főleg a népnevelés és a magyarosítás terén tett sokat vármegyéjében. Az ő kezdeményezésére állította fel az állam a magyar királyi földművesiskolát is Zsitvaújfaluban. Az országgyűlésnek 1892-től tagja és az aranyosmaróti választókerületet képviselte szabadelvű programmal, egészen a koalíciós kormány uralomra jutásáig, különösen a Ház bizottságaiban fejtve ki nagyértékű munkásságot. 1911-ben főrendiházi tag lett.